# Autigny (Seine-Maritime)
Autigny ist eine französische Gemeinde mit 320 Einwohnern (Stand 1. Januar 2022) im Département Seine-Maritime in der Region Normandie (vor 2016 Haute-Normandie). Sie gehört zum Arrondissement Dieppe und zum Kanton Saint-Valery-en-Caux (bis 2015 Kanton Fontaine-le-Dun). Die Einwohner werden Autignais genannt.

## Bevölkerungsentwicklung
| Jahr      | 1962 | 1968 | 1975 | 1982 | 1990 | 1999 | 2007 | 2014 |
| Einwohner | 146  | 134  | 112  | 118  | 120  | 224  | 255  | 311  |

## Sehenswürdigkeiten
- Kirche Saint-Martin